# 노키아 루미아 505
노키아 루미아 505(Nokia Lumia 505)는 보급형이하 수준의 스마트폰으로 노키아에서 만든 윈도폰 7.8을 탑재한 스마트폰이다.
루미아 505는 2012년 12월에 공개되고 2013년 1월에 멕시코의 Telcel이라는 통신사에게 독점으로 판매를 시작했다. 2013년 1월 이후에는 Claro American이라는 통신사가 콜롬비아,칠레,페루에 판매를 시작했다. 현재는 중남미에만 독점으로 판매를 하고있다.

## 루미아 510과의 관계
루미아 505와 같은 퀄컴 스냅드래곤 프로세서와 265MB RAM을 가지고 4GB의 용량을 가진 루미아 510은 전 세계를 상대로한 제품이고 루미아 505는 독점 시장용이다.
루미아 510과 다른점도 있다. 루미아505는 화면 크기가 3.7인치이지만 루미아510은 4.4인치 LCD 화면이다.디자인도 약간 다르다. 배터리 수명도 루미아 505는 7.2시간에 비해 루미아510은 8.3대시간으로 형성되어 있다. 루미아510은 블랙,화이트,레드,청록,노란색으로 출시되어있다.

## 구매
루미아 505는 계약없이 MXN3,499달러(멕시코 달러).우리돈 약 27만원으로 살 수 있다. 원래는 멕시코에 출시를 했었지만, 다른 곳에서도 알려지게되어 현재는 중남미 에서만 판매가 되고 있다.

## 같이 보기
- 노키아 루미아 510